# Конески, Блаже
Бла́же Ко́нески (Конеский, макед. Блаже Конески; 19 декабря 1921, Небрегово — 7 декабря 1993, Скопье) — создатель и один из кодификаторов современного македонского литературного языка и известный книжный, культурный и общественный деятель: поэт, писатель, эссеист, литературный историк, филолог и лингвист, преподаватель и профессор философского факультета университета Святых Кирилла и Мефодия в Скопье.

## Биография
Начальную школу прошёл в Небрегово и позже в Прилепе. С 1934 по 1939 учился в гимназии в городе Крагуевац, Сербия, где участвовал в редакции гимназических журналов «Млади Шумадинац» и «Подмладак», в которых появились его первые стихи. В 1939 году под именем Благоје Коњевић записался на медицинский факультет Белградского университета, и, проучившись там год, перевёлся на философский факультет того же университета. В 1941—1944 доучивал славянскую филологию в Софии под именем Благой Конев.

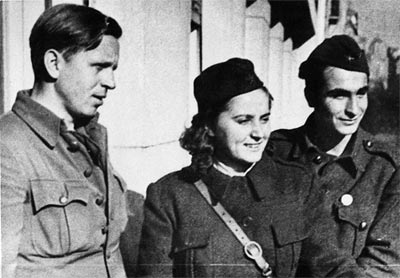
Бранко Чопич, Мира Алечкович и Ацо Шопов у партизан (около 1944 года)

Участвовал в комиссии по созданию литературного македонского языка. После окончания Второй мировой войны стал активно участвовать в его стандартизации. Составил правила правописания и был редактором «Словаря македонского языка». Основал изучение македонистики в Скопьянском университете и был ректором этого университета с 1958 по 1960. В 1967 стал членом Македонской академии наук и искусств и первым её председателем (до 1975). Также был членом македонского отделения ПЕН-клуба и Содружества Писателей Македонии и первым председателем последнего.
Работал редактором литературных журналов «Нов ден» и «Македонски јазик».
Блаже Конески — ключевая фигура в развитии македонского языка, но имеет заслуги и на международном уровне. Был членом академий наук Загреба, Белграда, Сараево, Чикаго, Лодзи и почётным доктором наук университетов Чикаго, Кракова и Скопье. Его работы переведены на сербскохорватский, словенский, албанский, турецкий, венгерский, французский, русский, итальянский, греческий, польский, румынский, немецкий и английский язык.

## Книги
- Земјата и љубовта (стихи, 1948)
- Македонски правопис со правописен речник (совместно с Крумом Тошевым, 1950)
- Граматика на македонскиот литературен јазик (первая часть, 1952)
- За македонскиот литературен јазик (1952)
- Песни (1953)
- Граматика на македонскиот литературен јазик (вторая часть, 1954)
- Везилка (стихи, 1955)
- Лозје (рассказы, 1955)
- Речник на македонскиот јазик (1961)
- Песни (1963)
- Историја на македонскиот јазик (1965)
- Речник на македонскиот јазик (второй том, 1965)
- Речник на македонскиот јазик (третий том, 1966)
- Стерна (стихи, 1966)
- Ракување (поэма, 1969)
- Јазикот на македонската народна поезија (1971)
- Беседи и огледи (1972)
- Записи (стихи, 1974)
- Стари и нови песни (1979)
- Места и мигови (стихи, 1981)
- Чешмите (стихи, 1984)
- Македонскиот 19. век, јазични и книжевно-историски прилози (1986)
- Ликови и теми (есеи, 1987)
- Послание (стихи, 1987)
- Тиквешки зборник (монография, 1987)
- Средба во рајот (стихи, 1988)
- Црква (стихи, 1988)
- Дневник по многу години (проза, 1988)
- Златоврв (стихи, 1989)
- Поезија (Константин Миладинов), сказка (1989)
- Сеизмограф (поезија, 1989)
- Македонски места и теми (эссе, 1991),
- Небесна река (стихи и поэтические переводы, 1991),
- Светот на легендата и песната (эссе и очерки, 1993),
- Црн овен (стихи, 1993)

## Награды
- Орден Республики с золотым венком.
- Орден «За заслуги перед народом» I степени.
- Орден «Знак Почёта» (16 декабря 1967 года, СССР).
- «11 Октября»
- «Братья Миладиновы»
- «Ацо Шопов»
- Премия Хердера
- Премия Негоша
- Награда Антифашистского движения народного освобождения Югославии
- «Золотой венец» Стружских поэтических вечеров
- «Скендер Куленович»
- Награда Союза писателей СССР
- Награда за литературный опус «Мысль»
- Рациново признание
- «13 Ноября»